# GP2 Final 2011

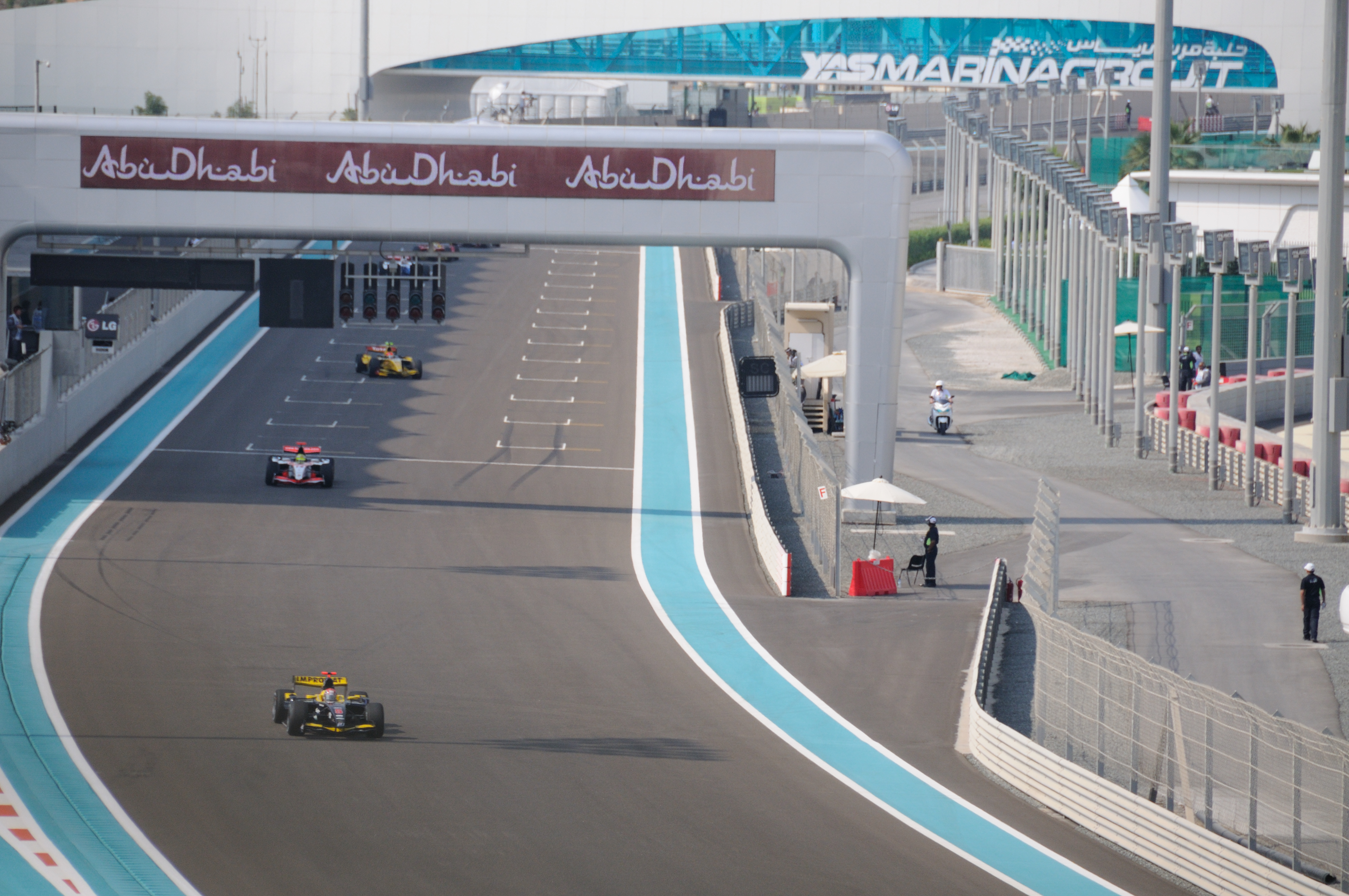
La finale des GP2 Series 2011, hors championnat, sur le circuit de Yas Marina, à Abu Dhabi.

Le GP2 Final 2011 est une épreuve spéciale de fin de saison de GP2 Series, course support du Grand Prix d'Abou Dabi de Formule 1 les 12 et 13 novembre 2011 et disputée sur le tracé GP2 de Yas Marina. La course était initialement prévue pour la première épreuve du championnat GP2 Asia Series 2012, mais cette dernière a été annulée et absorbé par sa catégorie mère. La course a été ajoutée au calendrier du GP2 Series en tant que course hors-championnat.

## Engagés
| Écurie                  | no | Pilote                 | Saison 2011                                          |
| ----------------------- | -- | ---------------------- | ---------------------------------------------------- |
| Rapax                   | 1  | Dani Clos              | GP2 Series GP2 Asia Series                           |
| Rapax                   | 2  | Mihai Marinescu        | Formule 2                                            |
| Barwa Addax Team        | 3  | Jake Rosenzweig        | Formule Renault 3.5 Series                           |
| Barwa Addax Team        | 4  | Jolyon Palmer          | GP2 Series GP2 Asia Series                           |
| Lotus ART               | 5  | James Calado           | GP3 Series                                           |
| Lotus ART               | 6  | Esteban Gutiérrez      | GP2 Series GP2 Asia Series                           |
| Racing Engineering      | 7  | Fabio Leimer           | GP2 Series GP2 Asia Series                           |
| Racing Engineering      | 8  | Nathanaël Berthon      | Formule Renault 3.5 Series GP2 Asia Series           |
| iSport International    | 9  | Tom Dillmann           | GP3 Series Formule 3 Euro Series Formule 3 allemande |
| iSport International    | 10 | Marcus Ericsson        | GP2 Series GP2 Asia Series                           |
| DAMS                    | 11 | Rio Haryanto           | GP3 Series Auto GP                                   |
| DAMS                    | 12 | Nigel Melker           | GP3 Series Formule 3 Euro Series                     |
| Arden International     | 14 | Josef Král             | GP2 Series GP2 Asia Series                           |
| Arden International     | 15 | Simon Trummer          | GP3 Series                                           |
| Super Nova Racing       | 16 | Giacomo Ricci          | -                                                    |
| Super Nova Racing       | 17 | Fabio Onidi            | Auto GP                                              |
| Scuderia Coloni         | 18 | Kevin Ceccon           | Auto GP GP2 Series                                   |
| Scuderia Coloni         | 19 | Stefano Coletti        | GP2 Series GP2 Asia Series                           |
| Trident Racing          | 20 | Julián Leal            | GP2 Series GP2 Asia Series                           |
| Trident Racing          | 21 | Stéphane Richelmi      | Formule Renault 3.5 Series GP2 Series                |
| Ocean Racing Technology | 22 | Nicolas Marroc         | International GT Open Le Mans Series                 |
| Ocean Racing Technology | 23 | António Félix da Costa | GP3 Series Formule 3 britannique                     |
| Carlin                  | 24 | Max Chilton            | GP2 Series GP2 Asia Series                           |
| Carlin                  | 25 | Jan Charouz            | 24 Heures du Mans Formule Renault 3.5 Series         |
| Caterham Team AirAsia   | 26 | Alexander Rossi        | Formule Renault 3.5 Series                           |
| Caterham Team AirAsia   | 27 | Luiz Razia             | GP2 Series GP2 Asia Series                           |

## Qualifications
| Pos | #  | Pilote                 | Écurie                  | Temps          | Grille de départ |
| --- | -- | ---------------------- | ----------------------- | -------------- | ---------------- |
| 1   | 7  | Fabio Leimer           | Racing Engineering      | 1 min 49 s 363 | 1                |
| 2   | 1  | Dani Clos              | Rapax                   | 1 min 49 s 570 | 2                |
| 3   | 14 | Josef Král             | Arden International     | 1 min 49 s 612 | 3                |
| 4   | 27 | Luiz Razia             | Caterham Team AirAsia   | 1 min 49 s 649 | 4                |
| 5   | 4  | Jolyon Palmer          | Barwa Addax Team        | 1 min 49 s 697 | 5                |
| 6   | 24 | Max Chilton            | Carlin                  | 1 min 49 s 737 | 6                |
| 7   | 18 | Kevin Ceccon           | Scuderia Coloni         | 1 min 49 s 751 | 7                |
| 8   | 6  | Esteban Gutiérrez      | Lotus ART               | 1 min 49 s 822 | 8                |
| 9   | 9  | Tom Dillmann           | iSport International    | 1 min 50 s 070 | 9                |
| 10  | 19 | Stefano Coletti        | Scuderia Coloni         | 1 min 50 s 070 | 10               |
| 11  | 16 | Giacomo Ricci          | Super Nova Racing       | 1 min 50 s 074 | 21*              |
| 12  | 5  | James Calado           | Lotus ART               | 1 min 50 s 074 | 11               |
| 13  | 12 | Nigel Melker           | DAMS                    | 1 min 50 s 147 | 12               |
| 14  | 10 | Marcus Ericsson        | iSport International    | 1 min 50 s 230 | 13               |
| 15  | 26 | Alexander Rossi        | Caterham Team AirAsia   | 1 min 50 s 236 | 14               |
| 16  | 23 | António Félix da Costa | Ocean Racing Technology | 1 min 50 s 276 | 15               |
| 17  | 8  | Nathanaël Berthon      | Racing Engineering      | 1 min 50 s 296 | 16               |
| 18  | 3  | Jake Rosenzweig        | Barwa Addax Team        | 1 min 50 s 374 | 17               |
| 19  | 20 | Julián Leal            | Trident Racing          | 1 min 50 s 374 | 18               |
| 20  | 11 | Rio Haryanto           | DAMS                    | 1 min 50 s 515 | 19               |
| 21  | 21 | Stéphane Richelmi      | Trident Racing          | 1 min 50 s 600 | 20               |
| 22  | 15 | Simon Trummer          | Arden International     | 1 min 50 s 752 | 22               |
| 23  | 17 | Fabio Onidi            | Super Nova Racing       | 1 min 51 s 052 | 23               |
| 24  | 25 | Jan Charouz            | Carlin                  | 1 min 51 s 407 | 24               |
| 25  | 2  | Mihai Marinescu        | Rapax                   | 1 min 51 s 893 | 25               |
| 26  | 22 | Nicolas Marroc         | Ocean Racing Technology | 1 min 52 s 550 | 26*              |

* Giacomo Ricci et Nicolas Marroc ont reçu une pénalité de 10 places sur la grille pour non-respect des drapeaux jaunes durant les essais libres.

## Classement de la course Principale
| Pos.                                                                           | no | Pilote                 | Écurie                  | Tours | Temps/Abandon    | Grille | Points |
| ------------------------------------------------------------------------------ | -- | ---------------------- | ----------------------- | ----- | ---------------- | ------ | ------ |
| 1                                                                              | 7  | Fabio Leimer           | Racing Engineering      | 31    | 58 min 53 s 563  | 1      | 10     |
| 2                                                                              | 2  | Luiz Razia             | Caterham Team AirAsia   | 31    | +6 s 911         | 4      | 8      |
| 3                                                                              | 4  | Jolyon Palmer          | Barwa Addax Team        | 31    | +28 s 708        | 5      | 6      |
| 4                                                                              | 10 | Marcus Ericsson        | iSport International    | 31    | +29 s 812        | 14     | 5      |
| 5                                                                              | 18 | Kevin Ceccon           | Scuderia Coloni         | 31    | +36 s 619        | 7      | 4      |
| 6                                                                              | 9  | Tom Dillmann           | iSport International    | 31    | +41 s 518        | 9      | 3      |
| 7                                                                              | 23 | António Félix da Costa | Ocean Racing Technology | 31    | +42 s 496        | 16     | 2      |
| 8                                                                              | 5  | James Calado           | Lotus ART               | 31    | +45 s 669        | 12     | 1      |
| 9                                                                              | 8  | Nathanaël Berthon      | Racing Engineering      | 31    | +51 s 345        | 17     |        |
| 10                                                                             | 19 | Stefano Coletti        | Scuderia Coloni         | 31    | +1 min 02 s 481  | 10     |        |
| 11                                                                             | 16 | Giacomo Ricci          | Super Nova Racing       | 31    | +1 min 08 s 632  | 11     |        |
| 12                                                                             | 11 | Rio Haryanto           | DAMS                    | 31    | +1 min 13 s 503  | 20     |        |
| 13                                                                             | 26 | Alexander Rossi        | Caterham Team AirAsia   | 31    | +1 min 16 s 572  | 15     |        |
| 14                                                                             | 22 | Nicolas Marroc         | Ocean Racing Technology | 31    | +1 min 28 s 973  | 26     |        |
| 15                                                                             | 12 | Nigel Melker           | DAMS                    | 31    | +1 min 30 s 328  | 13     |        |
| 16                                                                             | 20 | Julián Leal            | Trident Racing          | 31    | +1 min 33 s 669  | 19     |        |
| 17                                                                             | 2  | Mihai Marinescu        | Rapax                   | 31    | +1 min 35 s 344  | 25     |        |
| 18                                                                             | 17 | Fabio Onidi            | Super Nova Racing       | 31    | +1 min 43 s 541* | 23     |        |
| 19                                                                             | 21 | Stéphane Richelmi      | Trident Racing          | 30    | +1 tour          | 21     |        |
| 20                                                                             | 14 | Josef Král             | Arden International     | 30    | +1 tour          | 3      |        |
| 21                                                                             | 6  | Esteban Gutiérrez      | Lotus ART               | 30    | +1 tour          | 8      |        |
| Abd.                                                                           | 3  | Jake Rosenzweig        | Barwa Addax Team        | 23    | Abandon          | 18     |        |
| Abd.                                                                           | 15 | Simon Trummer          | Arden International     | 23    | Abandon          | 22     |        |
| Abd.                                                                           | 25 | Jan Charouz            | Carlin                  | 18    | Abandon          | 24     |        |
| Abd.                                                                           | 24 | Max Chilton            | Carlin                  | 2     | Abandon          | 6      |        |
| Abd.                                                                           | 1  | Dani Clos              | Rapax                   | 1     | Abandon          | 2      |        |
| Meilleur tour : Fabio Leimer (Racing Engineering) en 1 min 51 s 493 (23e tour) |    |                        |                         |       |                  |        |        |

* Fabio Onidi a reçu une pénalité de 20 secondes pour non-respect des drapeaux jaunes durant la course.

## Classement de la course Sprint
| Pos.                                                                            | no | Pilote                 | Écurie                  | Tours | Temps/Abandon   | Grille | Points |
| ------------------------------------------------------------------------------- | -- | ---------------------- | ----------------------- | ----- | --------------- | ------ | ------ |
| 1                                                                               | 5  | James Calado           | Lotus ART               | 22    | 41 min 26 s 194 | 1      | 6      |
| 2                                                                               | 10 | Marcus Ericsson        | iSport International    | 22    | +1 s 770        | 5      | 5      |
| 3                                                                               | 9  | Tom Dillmann           | iSport International    | 22    | +7 s 695        | 3      | 4      |
| 4                                                                               | 4  | Jolyon Palmer          | Barwa Addax Team        | 22    | +13 s 040       | 6      | 3      |
| 5                                                                               | 6  | Esteban Gutiérrez      | Lotus ART               | 22    | +27 s 012       | 21     | 2      |
| 6                                                                               | 18 | Kevin Ceccon           | Scuderia Coloni         | 22    | +28 s 025       | 4      | 1      |
| 7                                                                               | 26 | Alexander Rossi        | Caterham Team AirAsia   | 22    | +29 s 909       | 13     |        |
| 8                                                                               | 2  | Luiz Razia             | Caterham Team AirAsia   | 22    | +30 s 022       | 7      |        |
| 9                                                                               | 1  | Dani Clos              | Rapax                   | 22    | +30 s 139       | 25     |        |
| 10                                                                              | 7  | Fabio Leimer           | Racing Engineering      | 22    | +30 s 570       | 8      |        |
| 11                                                                              | 17 | Fabio Onidi            | Super Nova Racing       | 22    | +33 s 066       | 18     |        |
| 12                                                                              | 14 | Josef Král             | Arden International     | 22    | +40 s 517       | 20     |        |
| 13                                                                              | 23 | António Félix da Costa | Ocean Racing Technology | 22    | +44 s 351       | 2      |        |
| 14                                                                              | 3  | Jake Rosenzweig        | Barwa Addax Team        | 22    | +45 s 524       | 22     |        |
| 15                                                                              | 15 | Simon Trummer          | Arden International     | 22    | +45 s 921       | 26*    |        |
| 16                                                                              | 24 | Max Chilton            | Carlin                  | 22    | +46 s 846       | 24     |        |
| 17                                                                              | 25 | Jan Charouz            | Carlin                  | 22    | +48 s 347       | 23     |        |
| 18                                                                              | 21 | Stéphane Richelmi      | Trident Racing          | 22    | +48 s 702       | 19     |        |
| 19                                                                              | 8  | Nathanaël Berthon      | Racing Engineering      | 22    | +49 s 101       | 9      |        |
| 20                                                                              | 12 | Nigel Melker           | DAMS                    | 22    | +49 s 778       | 15     |        |
| 21                                                                              | 20 | Julián Leal            | Trident Racing          | 22    | +50 s 399       | 16     |        |
| 22                                                                              | 22 | Nicolas Marroc         | Ocean Racing Technology | 22    | +53 s 398       | 14     |        |
| 23                                                                              | 16 | Giacomo Ricci          | Super Nova Racing       | 22    | +59 s 543       | 11     |        |
| 24                                                                              | 11 | Rio Haryanto           | DAMS                    | 22    | +1 min 12 s 642 | 12     |        |
| 25                                                                              | 19 | Stefano Coletti        | Scuderia Coloni         | 21    | Collision       | 10     |        |
| Abd.                                                                            | 2  | Mihai Marinescu        | Rapax                   | 10    | Accident        | 17     |        |
| Meilleur tour : Luiz Razia (Caterham Team AirAsia) en 1 min 51 s 551 (15e tour) |    |                        |                         |       |                 |        |        |

* Simon Trummer a reçu une pénalité de 10 places sur la grille de départ pour avoir été responsable d'une collision.

## Classement
Attribution des points : 
- En Feature Race, seuls les 8 premiers pilotes marquent des points : 10, 8, 6, 5, 4, 3, 2, 1.
- En Sprint Race, seuls les 6 premiers pilotes marquent des points : 6, 5, 4, 3, 2, 1.
- Le pilote qui réalisé le meilleur tour est crédité d'un point en plus.
- Le poleman est, quant à lui, crédité de 2 points.

### Pilotes
| Classement | Pilote                 | Pays        | Équipe                  | Nombre de points |
| ---------- | ---------------------- | ----------- | ----------------------- | ---------------- |
| 1er        | Fabio Leimer           | Suisse      | Racing Engineering      | 13               |
| 2e         | Marcus Ericsson        | Suède       | iSport International    | 10               |
| 3e         | Luiz Razia             | Brésil      | Caterham Team AirAsia   | 9                |
| 4e         | Jolyon Palmer          | Royaume-Uni | Barwa Addax Team        | 9                |
| 5e         | James Calado           | Royaume-Uni | Lotus ART               | 7                |
| 6e         | Tom Dillmann           | France      | iSport International    | 7                |
| 7e         | Kevin Ceccon           | Italie      | Scuderia Coloni         | 5                |
| 8e         | Esteban Gutiérrez      | Mexique     | Lotus ART               | 2                |
| 9e         | António Félix da Costa | Portugal    | Ocean Racing Technology | 2                |

### Écuries
| Classement | Équipe                  | Pays        | Nombre de points |
| ---------- | ----------------------- | ----------- | ---------------- |
| 1er        | iSport International    | Royaume-Uni | 17               |
| 2e         | Racing Engineering      | Espagne     | 13               |
| 3e         | Lotus ART               | France      | 9                |
| 4e         | Caterham Team AirAsia   | Malaisie    | 9                |
| 5e         | Barwa Addax Team        | Espagne     | 9                |
| 6e         | Scuderia Coloni         | Italie      | 5                |
| 7e         | Ocean Racing Technology | Portugal    | 2                |